# Giovanni Luzi
Giovanni Luzi (* 17. April 1960 in Köln) ist ein deutscher Schauspieler.

## Leben
Giovanni Luzi hat italienische Vorfahren. Er machte nach seinem Schulabschluss eine Ausbildung im Handwerk. In Köln wurde er besonders als DJ für seine Disco ab 30 bekannt. Ab 1998 hatte er im WDR eine Rolle als Horst Schneider in der Serie Die Anrheiner. Von August 2005 bis zum September 2008 spielte er in der Daily-Soap Unter uns bei RTL die Rolle des Enzo Laguardia.
Giovanni Luzi ist verheirateter Familienvater und lebt in Köln.